# Paul de Lagarde
Paul Anton Bötticher dit Paul de Lagarde, né le 2 novembre 1827 à Berlin et mort le 22 décembre 1891 à Göttingen, est un orientaliste et un théoricien politique prussien du mouvement völkisch, conservateur et antisémite. Ses thèses sont considérées comme ayant influencé l'idéologie nazie.

## Biographie
Né Paul Anton Bötticher, il change de nom en hommage à sa grand-tante maternelle d'origine française, Ernestine de Lagarde, qui l’avait élevé après le décès de sa mère. 
Il entame des études de théologie, de philosophie et de langues orientales à Berlin, sa ville natale (1844-1846), puis les poursuit à Halle (1846-1847), ainsi qu'à Londres (1852-1853) et à Paris (1853).  
En 1854, il devient enseignant dans une école publique berlinoise.  
En 1869, il succède à Heinrich Ewald comme professeur de langues orientales à l'université de Göttingen. Il y publie des travaux de philologie sémitique, notamment ses Septuaginta Studien (1891-1892).
Il exerce une grande influence dans l’Allemagne contemporaine par ses écrits nationalistes et antisémites rassemblés dans les Deutsche Schriften (« Écrits allemands »), parus entre 1878 et 1881. Certaines de ses idées seront reprises par les nazis, comme :
- la notion d'espace vital à l’est ;
- la construction d’une Mitteleuropa (Europe centrale) placée sous la domination germanique ;
- l’aspiration à un « christianisme allemand » débarrassé de ses éléments juifs (ce courant de pensée influencera directement Le Mythe du vingtième siècle, ouvrage d'Alfred Rosenberg  publié en 1930).

Son nationalisme repose essentiellement sur la religion. Selon Paul de Lagarde, la germanité est fondée sur « l’âme » plutôt que sur la pureté d'une race germanique, prenant l'exemple d’illustres allemands comme Leibniz, Lessing ou Kant, qui étaient d’origine slave ou écossaise. Toujours selon lui, les Juifs doivent impérativement renoncer à leur religion pour devenir des Allemands à part entière, et il ne mâche pas ses mots à leur égard dans ses Écrits allemands. Il s'agit là d'une nette radicalisation de l’antijudaïsme ; elle annonce l’antisémitisme virulent du mouvement völkisch et du parti nazi, lequel salue d’ailleurs Lagarde comme l’un de ses inspirateurs. Rosenberg notamment le cite en décembre 1941 : « On ne traite pas avec des trichines et des bacilles [les Juifs]. Les trichines et les bacilles, on ne les éduque pas, on les anéantit aussi rapidement et aussi radicalement que possible ».
Les idées de Paul de Lagarde illustrent la lente transition au cours du XIXe siècle en Allemagne, d'un nationalisme libéral et romantique, au lendemain de l’aventure napoléonienne, à un nationalisme racial.